# Matelea glandulosa
Matelea glandulosa är en oleanderväxtart som först beskrevs av Eduard Friedrich Poeppig och Joseph Decaisne, och fick sitt nu gällande namn av G. Morillo. Matelea glandulosa ingår i släktet Matelea och familjen oleanderväxter. Inga underarter finns listade i Catalogue of Life.